# Zoltán Trepák
Zoltán Trepák (Budapest, 20 febbraio 1977) è un ex cestista ungherese.